# 53 Ophiuchi
53 Ophiuchi, som är stjärnans Flamsteed-beteckning, är en trippelstjärna i den mellersta delen av stjärnbilden Ormbäraren, som också har Bayer-beteckningen f Ophiuchi Den har en kombinerad skenbar magnitud på ca 5,80 och är svagt synlig för blotta ögat där ljusföroreningar ej förekommer. Baserat på parallax enligt Gaia Data Release 2 på ca 8,8 mas, beräknas den befinna sig på ett avstånd på ca 370 ljusår (ca 114 parsek) från solen. Den rör sig närmare solen med en heliocentrisk radialhastighet av ca -14 km/s.

## Egenskaper
Primärstjärnan 53 Ophiuchi Aa är en vit till blå stjärna i huvudserien av spektralklass A2 V. Den har en massa som är ca 2,5 solmassor, en radie som är ca 1,7 solradier och utsänder ca 56 gånger mera energi än solen från dess fotosfär vid en effektiv temperatur på ca 9 300 K.
53 Ophiuchi är en vid dubbelstjärna där huvudstjärnan 53 Ophiuchi A i sig kan vara en snäv dubbelstjärna med en separation av 0,3692 bågsekunder och en magnitudskillnad på 3,97 enheter vid en infraröd våglängd av 562 nm. Följeslagaren 53 Ophiuchi B är en gul till vit underjättestjärna av spektralklass A8 IV och har en skenbar magnitud av 7,8. År 2011 hade komponenterna A och B en vinkelseparation av 41,28 bågsekunder vid en positionsvinkel på 190°.